# Sierpowiec zakrzywiony
Sierpowiec zakrzywiony, s. hakowaty (Drepanocladus aduncus (Hedw.) Warnst.) – gatunek mchu z rodziny krzywoszyjowatych. Występuje na torfowiskach, mokrych łąkach i brzegach zbiorników wodnych.

## Rozmieszczenie geograficzne
Gatunek o kosmopolitycznym zasięgu. W Polsce pospolity na obszarze całego kraju.

## Morfologia
PokrójMech tworzący luźne darnie o barwie żółtej do brunatno-zielonej, matowe lub tylko nieznacznie błyszczące.
Budowa gametofituŁodygi o długości 5-10 cm mają barwę żółtoczerwoną i są nieregularnie, pierzasto rozgałęzione. Gałązki długości 5-10 mm. Liście łodygowe o długości 2-3 i szerokości 1-1,5 mm są całobrzegie i sierpowato zgięte. Nasada liścia jest szerokojajowata, a następnie liście dość nagle zwężają się w szydlasty kończyk. Liście gałązkowe są podobne do łodygowych, ale nieco mniejsze – długości 1,5 i szerokości 1 mm. Żebro liścia pojedyncze, dochodzi do ok. połowy jego długości.
Budowa sporofituSeta czerwona, długości 4 cm, zakończona cylindryczną, zgiętą puszką o długości 2 mm i szerokości 1 mm. Perystom podwójny, zęby perystomu zewnętrznego u góry szeroko hyalinowo obrzeżone. Zarodniki delikatnie brodawkowate, barwy żółtej.

## Ekologia
Gatunek występuje na torfowiskach niskich, podmokłych łąkach, zabagnionych brzegach jezior, stawów i cieków. Zarodnikowanie w Polsce odbywa się od czerwca do sierpnia. W klasyfikacji zbiorowisk roślinnych gatunek charakterystyczny dla klasy (Cl.) Scheuchzerio-Caricetea nigrae.